# CPAN
CPAN (аббревіатура від англ. Comprehensive Perl Archive Network — «всеосяжна мережа архівів Perl») — архів документації та програмного забезпечення, написаного на мові програмування Perl. Цей інтернет-архів був заснований в 1995 році. Станом на 2011 рік у CPAN зареєстровано понад 23000 пакетів з модулями, у створенні яких взяло участь понад 9 тисяч розробників; загальне число всіх представлених в CPAN модулів подолало стотисячний рубіж.
Більшість представленого у CPAN програмного забезпечення є вільним.

## Модулі Perl
Як і в багатьох мовах програмування, в мові Perl є механізми для використання зовнішніх бібліотек, тобто файлів, що містять процедури на мові Perl, що використовуються декількома програмами.  У мові Perl прийнято називати такі бібліотеки модулями (англ. modules).  Зазвичай модулі Perl встановлюються в один (або кілька) каталогів, шлях до яких закладається в інтерпретатор мови Perl на етапі компіляції інтерпретатора; в Unix-подібних операційних системах, пошук модулів відбувається в каталогах /usr/lib/perl5, /usr/local/lib/perl5 і деяких їхніх підкаталогах. 
Perl містить набір базових модулів (англ. core modules).  Деякі з них призначені для виконання допоміжних завдань, наприклад, модуль ExtUtils::MakeMaker використовується для побудови та встановлення інших модулів; інші модулі, такі як CGI.pm, мають ширше застосування.  І хоча можливості набору базових модулів досить великі, автори мови Perl і не припускають, що цей набір зможе задовольнити потреби всіх і кожного. 
Централізовані засоби CPAN з пошуку, розгортання та встановлення застосунків мали істотний вплив на зростання популярності мови Perl в другій половині 1990-х років.  Багато каталогів застосунків для інших мов програмування були створені під враженням від CPAN, наприклад, PEAR (PHP Extension and Application Repository), Ruby Gems, PyPI (Python Package Index) і JSAN (JavaScript Archive Network), запозичили деякі риси та особливості CPAN.

## Виноски
1. ↑  CPAN Mirror. Архів оригіналу за 16 липня 2013. Процитовано 15 травня 2009.
2. ↑  How are Perl and the CPAN modules licensed?. Архів оригіналу за 16 липня 2013. Процитовано 29 жовтня 2011. Most, though not all, modules on CPAN are licensed under the GNU General Public License (GPL) or the Artistic license...